# 4086 Podalirius
4086 Podalirius (1985 VK2) là một Trojan của Sao Mộc được phát hiện ngày 9 tháng 11 năm 1985 bởi L. V. Zhuravleva ở Nauchnyj.